# Go-Kashiwabara Tennō
Go-Kashiwabara Tennō (後柏原天皇?) (19 de noviembre de 1464 - 19 de mayo de 1526) fue el 104° emperador de Japón, de acuerdo al orden tradicional de sucesión. Reinó del 16 de noviembre de 1500 al 19 de mayo de 1526. Su nombre personal era Katsuhito (勝仁?). Su reinado señaló el nadir de la autoridad Imperial durante el Shogunato Ashikaga.

## Genealogía
Fue el primer hijo del Emperador Go-Tsuchimikado. Su madre fue Niwata (Fujiwara) Asako (庭田（源）朝子), la hija de Niwata Nagakata (庭田長賢).
- Kajūji ?? (Fujiwara) Fujiko (勧修寺（藤原）藤子) 
  - Primera hija: Princesa ?? (覚鎮女王)
  - Segundo hijo: Príncipe Imperial Tomohito (知仁親王) (Emperador Go-Nara)
  - Quinto hijo: Príncipe Imperial Kiyohiko (清彦親王)
- Niwata (Minamoto) Motoko (庭田（源）源子) 
  - Tercera hija: Príncipe Kakudō (覚道法親王) (Sacerdote Budista)
  - Segunda hija: Princesa Kakune (覚音女王)
  - Sexto hijo: Imperial Prince ?? (寛恒親王)
- Sirvienta(?): Takakura (Fujiwara) ?? (高倉（藤原）継子) 
  - Cuarto hijo: ?? (道喜)

## Vida
En 1500, se convirtió en emperador después de la muerte de su padre, Go-Tsuchimikado Tennō. Sin embargo, los efectos secundarios de la guerra Ōnin dejaron a la familia imperial tan empobrecida, que no podía realizar la ceremonia formal de coronación. En el tercer mes, el 22º día de 1521, gracias a las contribuciones de Honganji (本願寺実如) y el Muromachi Bakufu, el emperador pudo finalmente realizar esta ceremonia. 
Debido a la guerra Ōnin, la dispersión de la nobleza de la corte, y la pobreza de la Corte Imperial, la autoridad del emperador cayó a un punto bajo. 
El 19 de mayo de 1526, el emperador murió.

## Eras de su reinado
- Meiō
- Bunki
- Eishō
- Daiei

| Predecesor: Go-Tsuchimikado Tennō | Emperador de Japón Katsuhito 1500 - 1526 | Sucesor: Go-Nara Tennō |

- Datos: Q349452
- Multimedia: Emperor Go-Kashiwabara / Q349452